# Coussarea japurana
Coussarea japurana är en måreväxtart som beskrevs av Paul Carpenter Standley. Coussarea japurana ingår i släktet Coussarea och familjen måreväxter. Inga underarter finns listade i Catalogue of Life.